# شراد ملهوترا
شِراد ملهوترا (هندی: Sharad Malhotra؛ زادۀ ۹ ژانویه ۱۹۸۳) بازیگر هندی است که عمدتاً در مجموعه‌های تلویزیونی و فیلم‌های هندی بازی می‌کند. او اولین بازیگری خود را در سال ۲۰۰۴ با بازی در نقش پرنس گلدی در پرنسس دویلی و کیف جادویی‌اش انجام داد. اولین نقش اصلی او نقش ساگارپراتاپ سینگ در من عروس تو می‌شدم بود.
شراد با نقش ماهارانا پراتاپ سینگ در پسر شجاع هند - ماهارانا پراتاپ به موفقیت دست یافت و بهخاطر بازی در نقش ریشی سینگ بدی در به عشق تو سوگند و ویرانشو سینگانیا در نااگین ۵ مورد توجه قرار گرفت.

## اوایل زندگی
شراد در ۹ ژانویه ۱۹۸۳ به‌دنیا آمد و در کلکته بزرگ شد. در سال ۲۰۰۳، او برنده چهره سال در کلکته و سفر او از آنجا شروع شد.
شراد علاوه بر مدلینگ و بازیگری به کیک بوکسینگ، اسب‌سواری و شنا نیز علاقه‌مند است.

## زندگی شخصی
او هفت سال با بازیگر دیویانکا تریپاتی قرار می‌گذاشت تا اینکه در سال ۲۰۱۵ از هم جدا شدند.
او سپس به مدت دو سال با بازیگر پوجا بیشت قرار گرفت اما در سال ۲۰۱۸ از هم جدا شدند.
او در ۲۰ آوریل ۲۰۱۹ با ریپچی بهاتیا ازدواج کرد.